# Křížová cesta (Hostišová)
Křížová cesta v Hostišové na Zlínsku se nachází na severním okraji obce u lesa.

## Historie
Křížová cesta byla založena roku 2009. Tvoří ji čtrnáct dřevěných sloupků s vrcholovou kapličkou pro pašijový obrázek. U posledního zastavení je vztyčen dřevěný kříž.
Cesta vznikla z iniciativy Hostišovského rodáka pana Oldřicha Vojáčka. Ten vytvořil dřevěné kapličky, ve kterých byly umístěny rozměrné keramické kachle s motivy Křížové cesty od otrokovického výtvarníka Emila Slámy s verši pražské básnířky Jarmily Kuřitkové Moosové, nazvanými Mystérium kříže. Dubové dřevo na upevňovací sloupky věnovala obec Hostišová.
Křížová cesta byla otevřena 26. září 2009 a posvěcena P. Vavřincem Černým.